# Massif forestier du Aesing
Massif forestier du Aesing este o arie protejată (arie specială de conservare — SAC, sit de importanță comunitară — SCI) din Luxemburg întinsă pe o suprafață de 58,94 ha, integral pe uscat.

## Localizare
Centrul sitului Massif forestier du Aesing este situat la coordonatele 49°32′52″N 5°57′54″E / 49.5478°N 5.965°E.

## Înființare
Situl Massif forestier du Aesing a fost declarat sit de importanță comunitară în august 2002 pentru a proteja 3 specii de animale. Situl a fost protejat și ca arie specială de conservare în noiembrie 2009.

## Biodiversitate
Situată în ecoregiunea continentală, aria protejată conține 2 habitate naturale: Fânețe de joasă altitudine (Alopecurus pratensis, Sanguisorba officinalis), Păduri de stejar sau de stejar și carpen sub-atlantice și medio-europene de Carpinion betuli.
La baza desemnării sitului se află mai multe specii protejate:
- păsări (1): gaia neagră (Milvus migrans)
- mamifere (2): liliac cu urechi mari (Myotis bechsteinii), liliac comun (Myotis myotis)

Pe lângă speciile protejate, pe teritoriul sitului au mai fost identificate 2 specii de mamifere.